# Oleg Mamontov
Oleg Aleksandrovitsj Mamontov (Russisch: Олег Александрович Мамонтов) (Leningrad, 15 januari 1931) is een Sovjet-Russische basketballer die uitkwam voor het nationale team van de Sovjet-Unie. Hij kreeg de onderscheiding Meester in de sport van de Sovjet-Unie in 1951.

## Carrière
Mamontov speelde zijn gehele carrière bij Boerevestnik Leningrad van 1949 tot 1961. Hij won met de Sovjet-Unie één keer goud op het Europees Kampioenschap in 1951.
Als hoofdcoach was Mamontov coach van Spartak Leningrad van 1961 tot 1963 en in 1965.

## Erelijst
- Europees Kampioenschap: 1
  - Goud: 1951